# Cavo ethernet incrociato

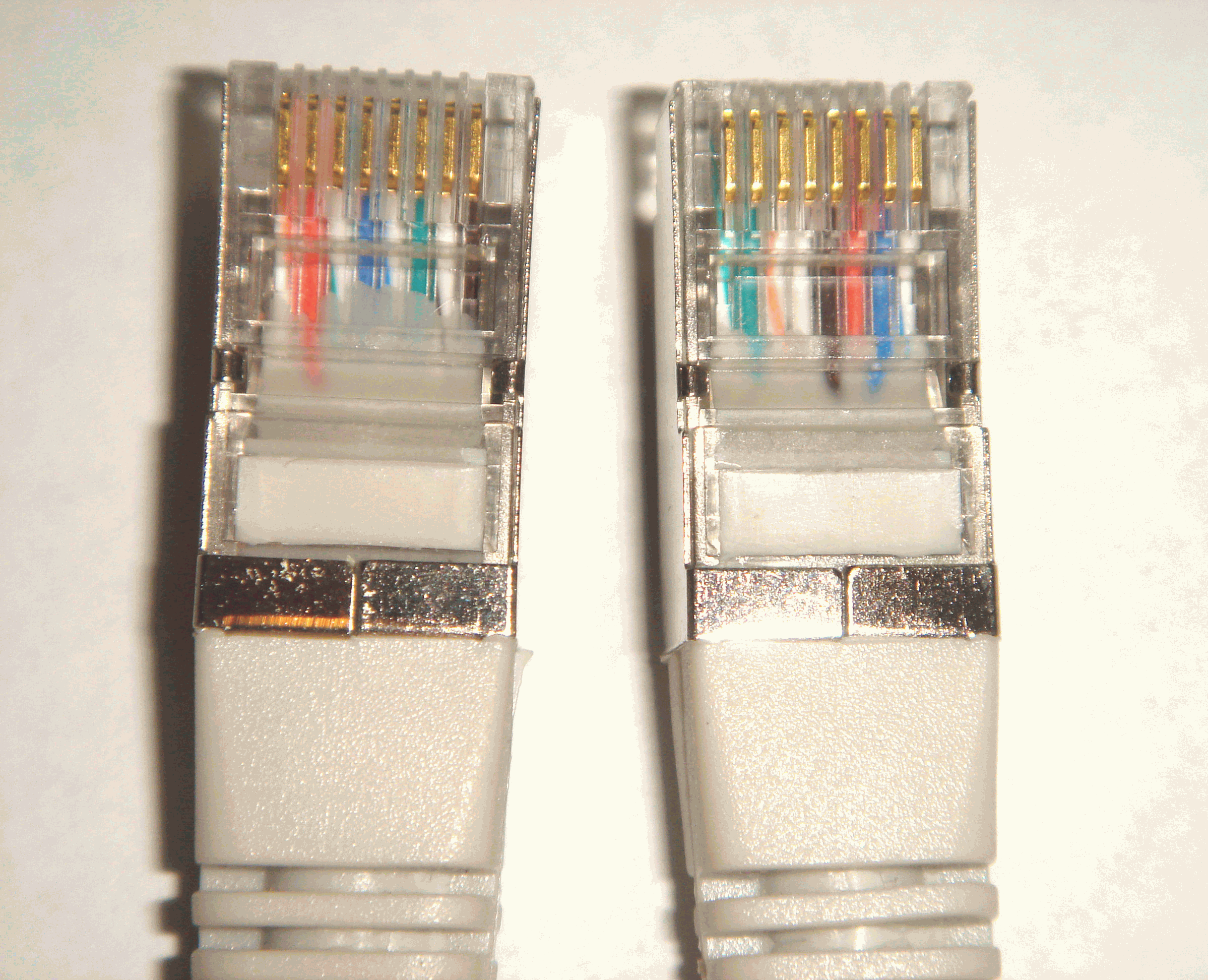
Crossover cable adatti all'uso con 100BASE-T4 Fast Ethernet

Un cavo ethernet incrociato è un tipo di cavo di rete usato nelle telecomunicazioni per connettere assieme due dispositivi di rete dello stesso livello ISO/OSI, ad es. hub con hub (livello 1), bridge con bridge (livello 2), switch con switch (livello 2), router con router (livello 3).

## Descrizione

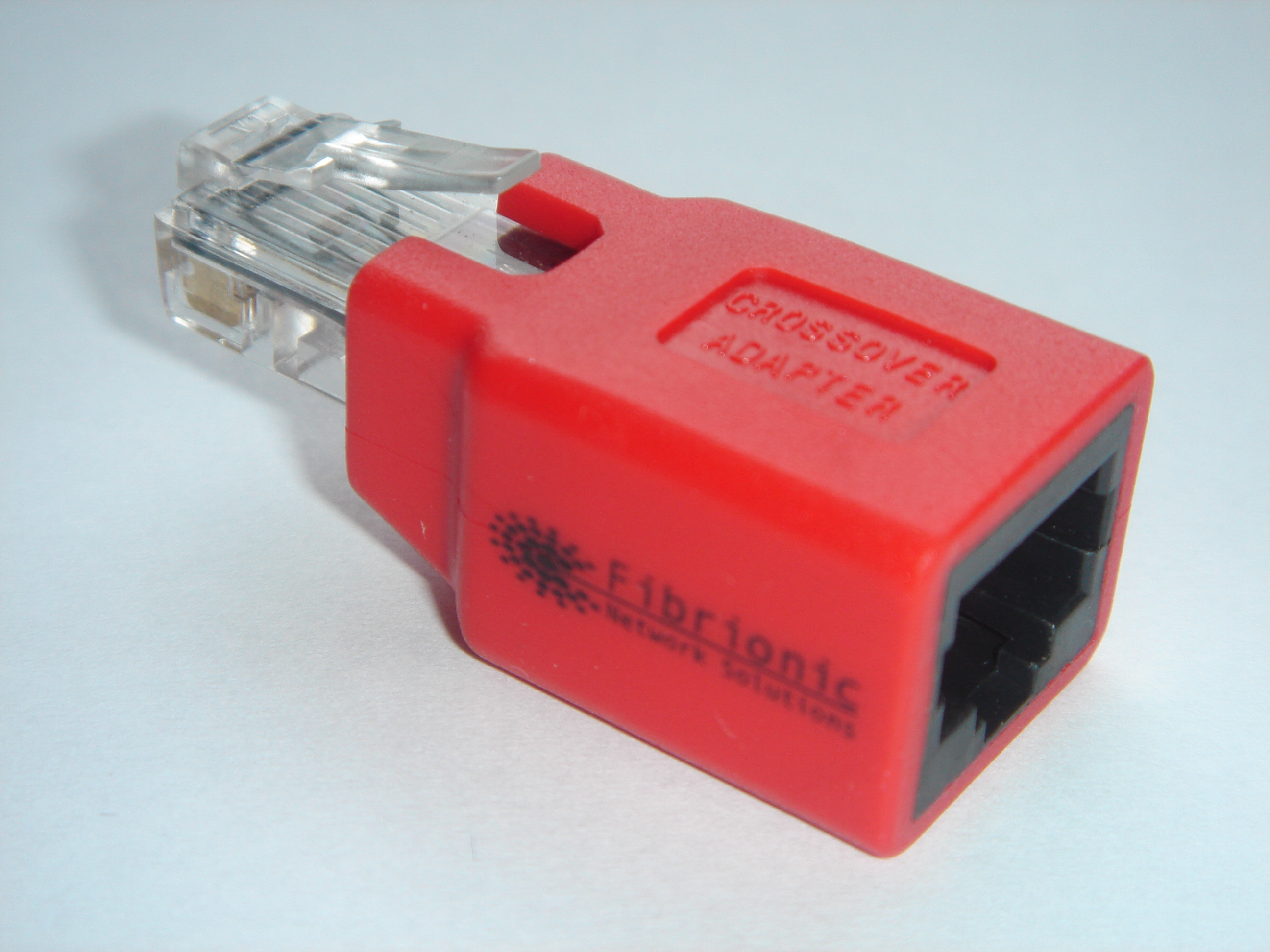
8P8C adattatore incrociato modulare

Gli standard Ethernet 10Base-T e 100BASE-TX usano un paio di cavi per la trasmissione in ciascuna direzione. La linea Tx+ di ogni dispositivo si connette al piedino conduttore e la linea Tx- è connessa all'anello. Questo necessita che la coppia che trasmette di ciascun dispositivo sia connessa alla coppia ricevente del dispositivo dall'altra parte. Quando un dispositivo terminale è connesso a uno switch o hub di rete, questo incrocio è fatto internamente nell'apparato. Un cavo standard dritto è usato allo scopo dove ciascun piedino del connettore da una parte è connesso al corrispettivo piedino sull'altro connettore.
Un dispositivo terminale può essere connesso direttamente a un altro senza l'uso di uno switch o hub, ma in tal caso l'incrocio deve essere fatto esternamente nel cavo. Poiché 10BASE-T e 100BASE-TX usano la coppia 2 e 3, queste due coppie devono essere scambiate nel cavo. Questo è un cavo incrociato o crossover. Un cavo incrociato deve anche essere usato per connettere due dispositivi incrociati internamente (es. due hub) in modo che gli incroci interni si annullino a vicenda. Questo può anche essere ottenuto usando un cavo dritto in serie con un adattatore crossover modulare.
Poiché l'unica differenza fra gli schemi di cablaggio T568A e T568B (standard TIA/EIA-568-B e successivi) è che le coppie 2 e 3 sono scambiate, un cavo crossover può essere visto come un cavo con un capo cablato secondo lo schema T568A e l'altro cablato secondo lo schema T568B. Un simile cavo funzionerà per 10BASE-T o 100BASE-TX. 1000BASE-T4 (Gigabit crossover) che usa l'incrocio di tutte e quattro le coppie richiede che anche le altre due coppie (1 e 4) siano scambiate.
| Colore cavo      | Posizione originaria | Nuova posizione |
| ---------------- | -------------------- | --------------- |
| arancione/bianco | 1                    | 3               |
| verde/bianco     | 3                    | 1               |
| arancione        | 2                    | 6               |
| verde            | 6                    | 2               |
| blu              | 4                    | 7               |
| marrone/bianco   | 7                    | 4               |
| blu/bianco       | 5                    | 8               |
| marrone          | 8                    | 5               |

### NIC a incrocio automatico
Quasi tutte le nuove schede di rete Ethernet (NIC), switch e hub applicano automaticamente un incrocio interno quando necessario. Questa caratteristica è conosciuta con vari termini specifici dei rivenditori, es., Netgear la chiama Auto uplink and trade, e altri termini usati comunemente dai venditori includono Auto-MDI/MDIX, Universal Cable Recognition e Auto Sensing. Ciò elimina la necessità dei cavi incrociati, rende obsoleti le porte uplink/normal e il selettore manuale che si trova su molti vecchi hub e switch, e riduce enormemente gli errori di installazione, specialmente di utenti non tecnici.
La capacità MDI/MDI-X automatica è specificata nello standard 1000BASE-T, perciò i cavi dritti funzionano in tutti i casi. Ma è opzionale, perciò è necessario un cavo incrociato se nessuno dei dispositivi connessi lo supporta, o se la funzione è disabilitata. Al contrario dei cavi incrociati descritti sopra, con solo le coppie 2 e 3 invertite, un cavo incrociato 1000BASE-T ha anche le coppie 1 e 4 incrociate.

### Reti create usando cavi incrociati
Una rete a due computer, talvolta chiamata rete peer-to-peer, può essere creata usando un cavo di rete Ethernet incrociato. Come ogni altra rete, a ciascun computer deve essere assegnato un unico indirizzo IP. L'altra macchina, rispettivamente, può funzionare come gateway predefinito (o router), rispecchiando gli stessi indirizzi.
|                       | Macchina 1    | Macchina 2    |
| --------------------- | ------------- | ------------- |
| IP                    | 193.161.0.1   | 193.161.0.2   |
| Maschera di sottorete | 255.255.255.0 | 255.255.255.0 |
| Gateway predefinito   | 193.161.0.2   | 193.161.0.1   |

In pratica, tramite un cavo crossato si possono connettere direttamente (in rete) due PC.